# 세종특별자치시농업기술센터
세종특별자치시 농업기술센터(世宗特別自治市 農業技術센터)는 세종특별자치시의 농촌지도사업, 농민교육훈련사업 등을 담당하기 위해 세종특별자치시청 산하에 설치된 직속기관이다.
센터장은 지방농촌지도관으로 보한다.

## 연혁
- 1957년 2월 12일: 연기군 농사교도소 설치
- 1962년 3월 21일: 연기군 농촌지도소로 변경
- 1998년 11월 20일: 연기군 농업기술센터로 변경
- 2012년 7월 2일: 세종특별자치시 농업기술센터로 변경

## 조직
- 지도기획과
- 기술보급과
- 미래농업과

### 산하기관
- 중부지구지소
- 동부지구지소
- 서부지구지소
- 남부지구지소
- 북부지구지소